# Monreale
Monreale (sicilijanski: Murriali) je grad i istoimena općina u sjevernoj Sicilijanskoj pokrajini Palermo, oko 7 km južno od grada Palerma.
Grad se nalazi na padinama brda Monte Caputo iznad plodne doline poznate kao La Conca d'oro („Zlatna školjka”), slavne po nasadima naranči, maslina i badema, koji se odavde izvoze u velikim količinama.

## Povijest
Nakon što su Palermo osvojili Arapi, biskup Palerma je bio prisiljen preseliti svoje sjedište izvan glavnog grada. Uloga nove katedrale dodijeljena je skromnoj crkvici, Agia Kiriaki u selu u blizini koje je kasnije nazvano Monreale. Nakon normanskog osvajanja 1072. god. kršćanima je vraćena staru gradska katedrala. Vjerojatno je zbog njezine uloge privremenog crkvenog središta kralj Vilim II,. odlučio ovdje izgraditi slavnu katedralu ovdje
Grad je dugo vremena bio samo selo, a započeo je svoju ekspanziju kada su ga normanski kraljevi Sicilije izabrali za svoje lovačko naselje izgradnjom dvorca (vjerojatno na mjestu današnje Gradske vijećnice).
Za kralja Vilima II. osnovan je i veliki samostan benediktinaca koji dolaze iz Cava de 'Tirreni u Kampaniji. Samostan je bogato darivan, a imao je i važnu obrambenu funkciju. Monreale postaje sjedište nadbiskupa Sicilije koji od tada ima značajan utjecaj na Siciliji.

## Znamenitosti
Od 2015. god. katedrala u Monrealeu upisana je na UNESCO-ov popis mjesta svjetske baštine u Europi (zajedno sa starom jezgra grada Palerma iz vremena ranih Normana i katedralom u Cefalùu). Izgradnja katedrale Uznesenja Blažene Djevice Marije je započela 1174. god. u stilu normanske arhitekture (sicilijanska romanika), a papa Lucije III., ju je 1182. god. uzdigao na status nadbiskupije. Građevina predstavlja simbiozu romaničkih (zgrada), arapskih (slijepi lukove, ukrasi na vanjskim zidovima, pogotovo apside) i bizantskih utjecaja (pozlaćeni zidni mozaici koji prekrivaju čak 6.500 m²) koji su tada prevladavali na Siciliji. S otprilike 6340 m² mozaika iz 12. stoljeća, ona je jedna od najpoznatijih katedrala na Siciliji. Katedralu s benediktinskim samostanom povezuje znameniti romanički klaustar površine od 2200 m² s raskošno ukrašenim arkadama oštrih lukova na 216 stupova. 
U unutrašnjosti su posebno znamenita slavna brončana vrata kipara Bonnana Pisana iz 1186. godine. Pola kupole središnje apside prekriva velika figura Krista Svevladara (7 x 13 m) iznad Gospe s Djetetom.
Svake godine, oko milijun turista posjetiti ovu zgradu.

## Vanjske poveznice
- Službene stranice grada (tal.)